# Perales, Kastilien och León
Perales är en kommunhuvudort i Spanien.   Den ligger i provinsen Provincia de Palencia och regionen Kastilien och Leon, i den norra delen av landet, 210 km norr om huvudstaden Madrid. Perales ligger 778 meter över havet och antalet invånare är 103.
Terrängen runt Perales är platt. Runt Perales är det glesbefolkat, med 10 invånare per kvadratkilometer. Närmaste större samhälle är Carrión de los Condes, 16,4 km norr om Perales. Trakten runt Perales består till största delen av jordbruksmark.